# Liste des mangas de Fate/stay night
Cet article est un complément de l’article de la série Fate/stay night. Il contient la liste des mangas et de leurs volumes tankōbon.

## Listes des volumes

### Fate/stay night

#### Tomes 1 à 10
| no | Japonais                   | Japonais                                                                  | Français          | Français          |
| no | Date de sortie             | ISBN                                                                      | Date de sortie    | ISBN              |
| -- | -------------------------- | ------------------------------------------------------------------------- | ----------------- | ----------------- |
| 1  | 26 mai 2006                | 978-4-0471-3825-4                                                         | 4 novembre 2009   | 978-2-8116-0137-9 |
| 2  | 26 octobre 2006            | 978-4-0471-3865-0                                                         | 6 janvier 2010    | 978-2-8116-0201-7 |
| 3  | 10 avril 2007 22 mars 2007 | 978-4-0471-3914-5 (édition régulière) 978-4-0490-0783-1 (édition limitée) | 3 mars 2010       | 978-2-8116-0233-8 |
| 4  | 26 septembre 2007          | 978-4-0471-3955-8                                                         | 5 mai 2010        | 978-2-8116-0271-0 |
| 5  | 26 décembre 2007           | 978-4-0471-3995-4                                                         | 1er juillet 2010  | 978-2-8116-0307-6 |
| 6  | 26 avril 2008              | 978-4-0471-5047-8                                                         | 15 septembre 2010 | 978-2-8116-0339-7 |
| 7  | 26 août 2008               | 978-4-0471-5094-2                                                         | 2 novembre 2010   | 978-2-8116-0376-2 |
| 8  | 26 décembre 2008           | 978-4-0471-5144-4                                                         | 16 février 2011   | 978-2-8116-0407-3 |
| 9  | 25 avril 2009              | 978-4-0471-5230-4                                                         | 15 juin 2011      | 978-2-8116-0489-9 |
| 10 | 26 août 2009               | 978-4-0471-5283-0                                                         | 19 octobre 2011   | 978-2-8116-0553-7 |

#### Tomes 11 à 20
| no | Japonais         | Japonais          | Français         | Français          |
| no | Date de sortie   | ISBN              | Date de sortie   | ISBN              |
| -- | ---------------- | ----------------- | ---------------- | ----------------- |
| 11 | 26 décembre 2009 | 978-4-0471-5348-6 | 15 février 2012  | 978-2-8116-0621-3 |
| 12 | 25 avril 2010    | 978-4-0471-5424-7 | 16 août 2012     | 978-2-8116-0935-1 |
| 13 | 26 août 2010     | 978-4-0471-5502-2 | 13 février 2013  | 978-2-8116-1099-9 |
| 14 | 29 décembre 2010 | 978-4-0471-5585-5 | 21 août 2013     | 978-2-8116-1216-0 |
| 15 | 26 avril 2011    | 978-4-0471-5680-7 | 5 février 2014   | 978-2-8116-1367-9 |
| 16 | 3 septembre 2011 | 978-4-0471-5764-4 | 13 août 2014     | 978-2-8116-1530-7 |
| 17 | 25 décembre 2011 | 978-4-0412-0049-0 | 1er avril 2015   | 978-2-8116-1878-0 |
| 18 | 25 avril 2012    | 978-4-0412-0202-9 | 9 septembre 2015 | 978-2-8116-2295-4 |
| 19 | 25 août 2012     | 978-4-0412-0359-0 | 20 avril 2016    | 978-2-8116-2899-4 |
| 20 | 25 novembre 2012 | 978-4-0412-0501-3 | 30 novembre 2016 | 978-2-8116-3223-6 |

### Fate/stay night: Heaven's Feel
| no | Japonais         | Japonais          | Français          | Français          |
| no | Date de sortie   | ISBN              | Date de sortie    | ISBN              |
| -- | ---------------- | ----------------- | ----------------- | ----------------- |
| 1  | 26 juin 2015     | 978-4-0410-3397-5 | 24 août 2018      | 978-2-3771-7129-3 |
| 2  | 4 février 2016   | 978-4-0410-3769-0 | 30 septembre 2018 | 978-2-3771-7142-2 |
| 3  | 3 septembre 2016 | 978-4-0410-4686-9 | 18 janvier 2019   | 978-2-3771-7166-8 |
| 4  | 2 juin 2017      | 978-4-0410-5647-9 | 12 avril 2019     | 978-2-3771-7201-6 |
| 5  | 10 octobre 2017  | 978-4-0410-6094-0 | 30 août 2019      | 978-2-3771-7230-6 |
| 6  | 4 août 2018      | 978-4-0410-7163-2 | 28 février 2020   | 978-2-3771-7245-0 |
| 7  | 10 janvier 2019  | 978-4-0410-7164-9 | 19 juin 2020      | 978-2-3771-7273-3 |
| 8  | 26 février 2020  | 978-4-0410-9108-1 | 26 février 2021   | 978-2-3771-7351-8 |
| 9  | 28 décembre 2021 | 978-4-0411-2117-7 | 28 avril 2023     | 978-2-3771-7490-4 |
| 10 | 4 avril 2023     | 978-4-04-113359-0 | 25 octobre 2024   | 978-2-3771-7624-3 |
| 11 | 4 février 2025   | 978-4-04-115976-7 |                   |                   |

### Fate/stay night: Unlimited Blade Works
| no | Japonais         | Japonais          | Français       | Français |
| no | Date de sortie   | ISBN              | Date de sortie | ISBN     |
| -- | ---------------- | ----------------- | -------------- | -------- |
| 1  | 26 août 2022     | 978-4-04-914556-4 |                |          |
| 2  | 9 décembre 2022  | 978-4-04-914771-1 |                |          |
| 3  | 27 juin 2023     | 978-4-04-915102-2 |                |          |
| 4  | 26 décembre 2023 | 978-4-04-915450-4 |                |          |
| 5  | 27 juin 2024     | 978-4-04-915757-4 |                |          |
| 6  | 27 décembre 2024 | 978-4-04-916116-8 |                |          |
| 7  | 26 juillet 2025  | 978-4-04-916492-3 |                |          |

### Édition japonaise
Fate/stay night
1. 1 2  (ja) « Ｆａｔｅ／ｓｔａｙ　ｎｉｇｈｔ　（１） », sur Kadokawa Corporation (consulté le 25 août 2017)
2. 1 2  (ja) « Ｆａｔｅ／ｓｔａｙ　ｎｉｇｈｔ　（２） », sur Kadokawa Corporation (consulté le 25 août 2017)
3. 1 2  (ja) « Ｆａｔｅ／ｓｔａｙ　ｎｉｇｈｔ　（３） », sur Kadokawa Corporation (consulté le 25 août 2017)
4. 1 2  (ja) « Ｆａｔｅ／ｓｔａｙ　ｎｉｇｈｔ　（３）　リミテッド », sur Kadokawa Corporation (consulté le 25 août 2017)
5. 1 2  (ja) « Ｆａｔｅ／ｓｔａｙ　ｎｉｇｈｔ　（４） », sur Kadokawa Corporation (consulté le 25 août 2017)
6. 1 2  (ja) « Ｆａｔｅ／ｓｔａｙ　ｎｉｇｈｔ　（５） », sur Kadokawa Corporation (consulté le 25 août 2017)
7. 1 2  (ja) « Ｆａｔｅ／ｓｔａｙ　ｎｉｇｈｔ　（６） », sur Kadokawa Corporation (consulté le 25 août 2017)
8. 1 2  (ja) « Ｆａｔｅ／ｓｔａｙ　ｎｉｇｈｔ　（７） », sur Kadokawa Corporation (consulté le 25 août 2017)
9. 1 2  (ja) « Ｆａｔｅ／ｓｔａｙ　ｎｉｇｈｔ　（８） », sur Kadokawa Corporation (consulté le 25 août 2017)
10. 1 2  (ja) « Ｆａｔｅ／ｓｔａｙ　ｎｉｇｈｔ　（９） », sur Kadokawa Corporation (consulté le 25 août 2017)
11. 1 2  (ja) « Ｆａｔｅ／ｓｔａｙ　ｎｉｇｈｔ　（１０） », sur Kadokawa Corporation (consulté le 25 août 2017)
12. 1 2  (ja) « Ｆａｔｅ／ｓｔａｙ　ｎｉｇｈｔ　（１１） », sur Kadokawa Corporation (consulté le 25 août 2017)
13. 1 2  (ja) « Ｆａｔｅ／ｓｔａｙ　ｎｉｇｈｔ　（１２） », sur Kadokawa Corporation (consulté le 25 août 2017)
14. 1 2  (ja) « Ｆａｔｅ／ｓｔａｙ　ｎｉｇｈｔ　（１３） », sur Kadokawa Corporation (consulté le 25 août 2017)
15. 1 2  (ja) « Ｆａｔｅ／ｓｔａｙ　ｎｉｇｈｔ　（１４） », sur Kadokawa Corporation (consulté le 25 août 2017)
16. 1 2  (ja) « Ｆａｔｅ／ｓｔａｙ　ｎｉｇｈｔ　（１５） », sur Kadokawa Corporation (consulté le 25 août 2017)
17. 1 2  (ja) « Ｆａｔｅ／ｓｔａｙ　ｎｉｇｈｔ　（１６） », sur Kadokawa Corporation (consulté le 25 août 2017)
18. 1 2  (ja) « Ｆａｔｅ／ｓｔａｙ　ｎｉｇｈｔ　（１７） », sur Kadokawa Corporation (consulté le 25 août 2017)
19. 1 2  (ja) « Ｆａｔｅ／ｓｔａｙ　ｎｉｇｈｔ　（１８） », sur Kadokawa Corporation (consulté le 25 août 2017)
20. 1 2  (ja) « Ｆａｔｅ／ｓｔａｙ　ｎｉｇｈｔ　（１９） », sur Kadokawa Corporation (consulté le 25 août 2017)
21. 1 2  (ja) « Ｆａｔｅ／ｓｔａｙ　ｎｉｇｈｔ　（２０） », sur Kadokawa Corporation (consulté le 25 août 2017)

Fate/stay night [Heaven's Feel]
1. 1 2  (ja) « Fate/stay　night　[Heaven's　Feel]　（１） », sur Kadokawa Corporation (consulté le 25 août 2017)
2. 1 2  (ja) « Fate/stay　night　[Heaven's　Feel]　（２） », sur Kadokawa Corporation (consulté le 25 août 2017)
3. 1 2  (ja) « Fate/stay　night　[Heaven's　Feel]　（３） », sur Kadokawa Corporation (consulté le 25 août 2017)
4. 1 2  (ja) « Fate/stay　night　[Heaven's　Feel]　（４） », sur Kadokawa Corporation (consulté le 25 août 2017)
5. 1 2  (ja) « Fate/stay　night　[Heaven's　Feel]　（５） », sur Kadokawa Corporation (consulté le 25 août 2017)
6. 1 2  (ja) « Fate/stay　night　[Heaven's　Feel]　（６） », sur Kadokawa Corporation (consulté le 19 juin 2018)
7. 1 2  (ja) « Fate/stay　night　[Heaven's　Feel]　（７） », sur Kadokawa Corporation (consulté le 19 juin 2018)
8. 1 2  (ja) « Fate/stay　night　[Heaven's　Feel]　（８） », sur Kadokawa Corporation (consulté le 25 février 2020)
9. 1 2  (ja) « Fate/stay　night　[Heaven's　Feel]　（９） », sur Kadokawa Corporation (consulté le 9 mars 2022)
10. 1 2  (ja) « Fate/stay　night　[Heaven's　Feel]　（１０） », sur Kadokawa Corporation (consulté le 7 février 2023)
11. 1 2  (ja) « Fate/stay　night　[Heaven's　Feel]　（１１） », sur Kadokawa Corporation (consulté le 13 décembre 2024)

Fate/stay night ［Unlimited Blade Works］
1. 1 2  (ja) « Fate/stay night［Unlimited Blade Works］ 1 », sur Kadokawa Corporation (consulté le 23 mai 2023)
2. 1 2  (ja) « Fate/stay night［Unlimited Blade Works］ 2 », sur Kadokawa Corporation (consulté le 23 mai 2023)
3. 1 2  (ja) « Fate/stay night［Unlimited Blade Works］ 3 », sur Kadokawa Corporation (consulté le 23 mai 2023)
4. 1 2  (ja) « Fate/stay night［Unlimited Blade Works］ 4 », sur Kadokawa Corporation (consulté le 17 novembre 2023)
5. 1 2  (ja) « Fate/stay night［Unlimited Blade Works］ 5 », sur Kadokawa Corporation (consulté le 12 mai 2024)
6. 1 2  (ja) « Fate/stay night［Unlimited Blade Works］ 6 », sur Kadokawa Corporation (consulté le 11 novembre 2024)
7. 1 2  (ja) « Fate/stay night［Unlimited Blade Works］ 7 », sur Kadokawa Corporation (consulté le 6 juin 2025)

### Édition française
Fate/stay night
1. 1 2  « FATE STAY NIGHT T01 », sur Pika Édition (consulté le 25 août 2017)
2. 1 2  « FATE STAY NIGHT T02 », sur Pika Édition (consulté le 25 août 2017)
3. 1 2  « FATE STAY NIGHT T03 », sur Pika Édition (consulté le 25 août 2017)
4. 1 2  « FATE STAY NIGHT T04 », sur Pika Édition (consulté le 25 août 2017)
5. 1 2  « FATE STAY NIGHT T05 », sur Pika Édition (consulté le 25 août 2017)
6. 1 2  « FATE STAY NIGHT T06 », sur Pika Édition (consulté le 25 août 2017)
7. 1 2  « FATE STAY NIGHT T07 », sur Pika Édition (consulté le 25 août 2017)
8. 1 2  « FATE STAY NIGHT T08 », sur Pika Édition (consulté le 25 août 2017)
9. 1 2  « FATE STAY NIGHT T09 », sur Pika Édition (consulté le 25 août 2017)
10. 1 2  « FATE STAY NIGHT T10 », sur Pika Édition (consulté le 25 août 2017)
11. 1 2  « FATE STAY NIGHT T11 », sur Pika Édition (consulté le 25 août 2017)
12. 1 2  « FATE STAY NIGHT T12 », sur Pika Édition (consulté le 25 août 2017)
13. 1 2  « FATE STAY NIGHT T13 », sur Pika Édition (consulté le 25 août 2017)
14. 1 2  « FATE STAY NIGHT T14 », sur Pika Édition (consulté le 25 août 2017)
15. 1 2  « FATE STAY NIGHT T15 », sur Pika Édition (consulté le 25 août 2017)
16. 1 2  « FATE STAY NIGHT T16 », sur Pika Édition (consulté le 25 août 2017)
17. 1 2  « FATE STAY NIGHT T17 », sur Pika Édition (consulté le 25 août 2017)
18. 1 2  « FATE STAY NIGHT T18 », sur Pika Édition (consulté le 25 août 2017)
19. 1 2  « FATE STAY NIGHT T19 », sur Pika Édition (consulté le 25 août 2017)
20. 1 2  « FATE STAY NIGHT T20 », sur Pika Édition (consulté le 25 août 2017)

Fate/stay night [Heaven's Feel]
1. 1 2  « Fate/stay night Heaven's　Feel Vol.1 », sur manga-news.com (consulté le 19 avril 2018)
2. 1 2  « Fate/stay night Heaven's　Feel Vol.2 », sur manga-news.com (consulté le 12 novembre 2018)
3. 1 2  « Fate/stay night Heaven's　Feel Vol.3 », sur manga-news.com (consulté le 12 novembre 2018)
4. 1 2  « Fate/stay night Heaven's　Feel Vol.4 », sur manga-news.com (consulté le 11 janvier 2019)
5. 1 2  « Fate/stay night Heaven's　Feel Vol.5 », sur manga-news.com (consulté le 1er septembre 2019)
6. 1 2  « Fate/stay night Heaven's　Feel Vol.6 », sur manga-news.com (consulté le 1er septembre 2019)
7. 1 2  « Fate/stay night Heaven's　Feel Vol.7 », sur manga-news.com (consulté le 17 mai 2020)
8. 1 2  « Fate/stay night Heaven's　Feel Vol.8 », sur manga-news.com (consulté le 9 mars 2022)
9. 1 2  « Fate/stay night Heaven's　Feel Vol.9 », sur manga-news.com (consulté le 23 mai 2023)
10. 1 2  « Fate/stay night Heaven's　Feel Vol.10 », sur manga-news.com (consulté le 11 novembre 2024)